# روبرت كوهن
روبرت كوهن (بالإنجليزية: Robert Cohen)‏‏ (1957 - ) روائي من الولايات المتحدة.

## الجوائز
- زمالة غوغنهايم